# Космос-573
Космос-573 је један од преко 2400 совјетских вјештачких сателита лансираних у оквиру програма Космос.
Космос-573 је лансиран са космодрома Тјуратам, Бајконур, СССР, 15. јуна 1973. Ракета-носач Р-7 Семјорка (рус. Семёрка) (8К71, НАТО ознака SS-6 Sapwood) са додатим степеном је поставила сателит у орбиту око планете Земље. 